# International Journal of Medicine and Medical Research
International Journal of Medicine and Medical Research — міжнародний науково-практичний журнал.
Свідоцтва про державну реєстрацію: КВ № 21589-11489Р від 8 серпня 2015 року, КВ № 25481-15421Р від 24 березня 2023 року.

## Історія
Заснований 2015 Тернопільським державним медичним університетом імені І. Я. Горбачевського.  Виходить двічі на рік.
З березня 2023 року співзасновником журналу є ТОВ "Наукові журнали".

## Зміст
Метою журналу є поширення досвіду науковців медичної сфери, питання. В журналі публікуються статті, що охоплюють усі галузі клінічної медицини, медико-біологічних проблем, а також стоматологію, фармацію, охорону здоров'я та медсестринство. Журнал видається англійською мовою.

## Редакційний колектив

### Редакційна колегія[2]
- Михайло Корда (Тернопіль) — головний редактор
- Tomáš Zima[cs] (Чехія) — старший редактор
- Оксана Шевчук, Тарас П'ятковський, Валерія Сова — відповідальні секретарі

### Редакційна рада[2]
- Zaza Bokhua (Грузія)
- Alessandro Desideri (Італія)
- Галина Фальфушинська (Україна)
- Людмила Фіра (Україна)
- George Fodor (Канада)
- Michal Jelen (Польща)
- Michael Kalinski (США)
- Richard Lewanczuk (Канада)
- Donna McLean (Канада)
- Romain Meeusen (Бельгія)
- Володимир Ніколаєв (Україна)
- Олександра Олещук (Україна)
- Raj Padwal (Канада)
- Andrzej Pająk (Польща)
- Simon Rabkin (Канада)
- Mariusz Ratajczak (США)
- Wojciech Barg (Польща)
- Ramazi Datiashvili (США)
- Hussein El-Subbagh (Єгипет)
- Andrey Korchevskiy (США)
- Jacek Kubiak (Франція)
- Лілія Логойда (Україна)
- Giancarlo Pruneri (Італія)
- Jan Stencl (Словаччина)
- Stanislav Stipek (Чехія)
- Oksana Suchowersky (Канада)
- Harald Teufelsbauer (Австрія)
- Wayne Tymchak (Канада)
- Timo Ulrichs (Німеччина)
- Zurab Vadachkoria (Грузія)
- Janindra Warusavitarne (Велика Британія)
- Wolfgang Schütz[de] (Австрія)
- Aleksander Sieroń[pl]Marek Ziętek[pl] (Польща)